# Rosanna Scalfi Marcello
Rosanna Scalfi Marcello (1704 o 1705 – dopo il 1742) è stata una compositrice e cantante lirica italiana.

## Biografia
Rosanna Scalfi è stata una cantante di arie di battello veneziane, poi studente di canto di Benedetto Marcello intorno al 1723. I due, segretamente uniti in matrimonio il 20 maggio 1728, quando Rosanna aveva ventiquattro anni, non completarono mai le procedure burocratiche: il matrimonio, dopo la morte di Marcello per tubercolosi, avvenuta nel 1739, fu dichiarato nullo da parte della Repubblica di Venezia e Rosanna non ne poté ereditare il patrimonio.

## Attività artistica
Nel 1742 ha interpretato il ruolo di Arbace nell'Artaserse di Giuseppe Antonio Paganelli a San Salvatore, durante la stagione dell'Ascensione.
Ha composto dodici cantate per contralto e basso continuo, scrivendone anche la maggior parte dei testi Rosanna appare come personaggio nell'opera Benedetto Marcello (1878)  di Joachim Raff, cantata da mezzosoprano.

## Opere
Le sue dodici cantate, inizialmente attribuite a Benedetto Marcello e solo recentemente riconosciute alla compositrice, sono molto nello stile di Alessandro Scarlatti e del giovane Georg Friedrich Händel, ma presentano anche caratteristiche innovative. Ogni cantata ha due arie separate da un recitativo e in molti casi anche la prima aria è preceduta da un recitativo. Ogni aria ha un da capo; la prima parte è nella tonalità principale, quella centrale è in una o più tonalità contrastanti e la finale torna alla tonalità iniziale.

### Titoli delle cantate
I. Io ti voglio adorar

II. In questo giorno

III. Quand'io miro in oriente

IV. Solcare il mar tranquillo

V. Dunque fia vero

VI. Mirar quei chiari lumi

VII. Arde quest'alma

VIII. Ferma, Fileno ingrato

IX. Mio cor, alfin sei vinto

X. Arder di due pupille

XI. Ecco il momento

XII. Se mai non sieno